# L'elefante bianco
L'elefante bianco è una miniserie televisiva del 1998 diretta da Gianfranco Albano e liberamente tratta dal romanzo La città del re lebbroso di Emilio Salgari.